# Антоній Годинка
Антоній (Антон, Антал) Годинка (псевдоніми: Сокирницький Сірохман, Сокирницький Сиротюк; 12 січня 1864, Ладомирів, Австро-Угорщина — 15 липня 1946, Будапешт, Угорщина) — історик, філолог, фольклорист, публіцист і педагог мадяронського спрямування. Член-кореспондент (1910), дійсний член (1933) Угорської академії наук.

## Життєпис
Народився в селі Ладомирів (нині Словаччина) в сім'ї греко-католицького священика. Закінчив школу в селі Сокирниця (нині Хустського району Закарпатської області). Вчився в гімназіях міст Мараморош-Сігет (нині Румунія) й Ужгород, Мукачівській духовній семінарії, від 1882 року — у Центральній теологічній семінарії у Будапешті (Угорщина). Від 1888 року — працівник бібліотеки Угорського національного музею, від 1889 року — стипендіат Австрійського історіографічного інституту у Відні, де став учнем відомого славіста Ватрослава Ягича. 1891 року захистив докторську дисертацію «Джерела сербської історії та її перший період». 
У 1892–1906 роках — науковець Імператорської і королівської конфесійної бібліотеки у Відні, де займався дослідженнями з палеографії, історії південних слов'ян (сербів і хорватів), виданням архівних джерел. 
1905 року отримав звання приват-доцента філософського факультету Будапештського університету за дослідження «Угорсько-слов'янські контакти до 1526 року». Від 1906 року — професор Академії права та університету в Братиславі (нині столиця Словаччини), від 1923 року — завідувач кафедри загальної історії, декан філософського факультету, від 1932 року — ректор Печського університету (Угорщина). Від 1935 року — на пенсії. 
У 1941–1943 роках — перший голова «Подкарпатського общества наук» в Ужгороді. Досліджував питання загальної історії, історії Угорщини, Закарпаття і церкви, угорсько-слов'янських зв'язків. 
Помер у Будапешті. 

## Праці
Серед значної кількості історичних творів (переважно угорською мовою), більшість з яких зберігається у відділі рукописів бібліотеки Угорської академії наук, найважливішими є: 
- «Історія Мукачівської греко-католицької єпархії» (Будапешт, 1909)
- «Архіви Мукачівської греко-католицької єпархії, т. 1: 1458–1715» (Ужгород, 1911)
- «Частини руських літописів, пов'язані з угорцями» (Будапешт, 1916)
- «Додатки до історії Ужгородського замку і міста Ужгорода» (Ужгород, 1917)
- «Русинсько-мадярський словарь глаголов» (7500 слів; Ужгород, 1922)
- «Утцюзнина, газдуство и прошлость южнокарпатськыхъ русинувъ» (Ужгород; Оксфорд, обидва 1922; Будапешт, 1923; Париж, 1924)
- «Князь Ференц Ракоці II і найвірніший народ» (Печ, 1937) та ін.

Укладенням і виданням наукової спадщини Годинки займався професор І. Удварі (місто Ніредьгаза, Угорщина).

### Сучасні видання
- Пісні наших предків: Сто наших співанок. Будапешт–Ужгород, 1993.
- Утцюзнина, газдуство и прошлость южнокарпатськыхъ русинувъ. Написау еденъ сокырницькый сирохманъ. Ніредьгаза, 2000.